# Adrien D’Hondt
Adrianus Jacobus Albertus „Adrien“ D’Hondt (* 18. November 1898 in Gent; † unbekannt) war ein belgischer Ruderer.

## Biografie
Adrien D’Hondt gewann mit Oscar Bekaert, Robert De Mulder, Jean Van Silfhout und Jules Van Wambeke bei den Europameisterschaften 1920 in Mâcon die Silbermedaille im Vierer mit Steuermann. Bei den Olympischen Sommerspielen 1920 in Antwerpen traten D’Hondt, De Mulder und Van Silfhout ebenfalls in der Vierer mit Steuermann-Regatta an. Léon Vleurinck ersetzte Oscar Bekaert und Raphael de Ligne übernahm anstelle von Jules Van Wambeke die Position des Steuermanns. Die belgische Crew schied im Vorlauf gegen das Boot aus Norwegen aus. Im Folgejahr gewann D’Hondt bei den Europameisterschaften in Amsterdam Bronze mit dem belgischen Achter.